# Dominikanki z klasztoru św. Urszuli w Augsburgu
Dominikanki z klasztoru św. Urszuli w Augsburgu (Dominikanerinnenkloster St. Ursula) – autonomiczny klasztor dominikanek tercjarek założony w 1335 w Augsburgu jako wspólnota beginek. W roku 1974 miały 3 domy filialne i 87 sióstr.
W 1394, po kasacie beginek, zakonnice zostały tercjarkami dominikańskimi, a w 1430 i 1437 otrzymały dekrety pochwalne. Zajmowały się wtedy przede wszystkim nauczaniem dziewcząt i haftem szat liturgicznych.
W 1537 zostały pozbawione klasztoru. W końcu XVII wieku przeszły do II zakonu św. Dominika, lecz w 1802 zostały skasowane. W 1828 zostały erygowane ponownie jako dominikanki III zakonu regularnego św. Dominika. Prowadziły wtedy nauczanie w szkołach podstawowych Augsburga, a następnie szkołę krawiectwa i haftu oraz seminarium nauczycielskie. Założyły także nowe domy autonomiczne – w Donauwörth, Landsberg am Lech i Wettenhausen (Niemcy) oraz w Qonce (RPA). Od 1970 wchodzą w skład federacji klasztorów dominikańskich diecezji augsburskiej.